# Peter Robert McGibbon
Pour les articles homonymes, voir McGibbon.
Peter Robert McGibbon (14 janvier 1854-18 décembre 1921) est un bûcheron et homme politique fédérale du Québec.

## Biographie
Né à Chatham dans les Laurentides, Peter Robert McGibbon entama sa carrière politique en tentant de devenir député de la circonscription d'Argenteuil, mais fut défait par le conservateur George Halsey Perley. Finalement élu député du Parti libéral lors des élections de 1917, il sera réélu en 1921. Peu après cette élection durant la même année, il est mort en fonction, laissant le siège disponible pour le libéral et futur premier ministre de l'Alberta Charles Stewart. 